# Bill Veeck
William Louis Veeck, Jr. (9 février 1914 à Chicago – 2 janvier 1986 à Chicago), aussi surnommé "Sport Shirt Bill", était un dirigeant de baseball aux États-Unis. Successivement propriétaire des Cleveland Indians, des St. Louis Browns puis des Chicago White Sox, il est à l'origine de nombre d'innovations, en particulier pour fidéliser le public. Il est élu au Temple de la renommée du baseball en 1991.
Il est le premier propriétaire à faire signer un joueur noir en Ligue américaine en 1947 : Larry Doby aux Cleveland Indians, moins de trois mois après l'arrivée de Jackie Robinson en Ligue nationale. Il meurt le 2 janvier 1986, d'un cancer du poumon. Il repose au cimetière de Oak Woods à Chicago.